# Camac
Camac (niekiedy zapisywana jako Cammock lub w przeszłości jako Cammoge lub Cammoke; irl. An Chamóg) – jedna z największych rzek na terenie Dublina, jeden z czterech dopływów rzeki Liffey, pełniąca bardzo ważną rolę w początkowym etapie rozwoju miasta.